# Артече, Хуан Карлос
Хуа́н Ка́рлос Арте́че Го́мес (исп. Juan Carlos Arteche Gómez; 11 апреля 1957, Камарго, Кантабрия — 13 октября 2010, Мадрид) — испанский футболист, наиболее известный по выступлениям за мадридский «Атлетико».

## Карьера
Футбольную карьеру начал в родном городе, затем выступал за «Расинг» из Сантандера. В 1978 году подписал контракт с «Атлитико», в составе которого провёл 11 сезонов. В составе команды выиграл Кубок Испании сезона 1984/85, Суперкубок Испании (1985), стал серебряным призёром национального чемпионата 1985/86. Выступал в финале Кубка обладателей кубков сезона 1985/86, когда в финале «Атлетико» уступил со счётом 0:3 киевскому «Динамо».
В составе национальной сборной провёл 4 игры, дебютировав 12 ноября 1986 года, в матче против сборной Румынии в ходе отборочных соревнований к Евро-1988.
Завершил карьеру в 32 года, уйдя из «Атлетико», вследствие личного конфликта с президентом клуба Хесусом Хилем.

## Смерть
После долгой борьбы с раком крови Артече умер в Мадриде 13 октября 2010 года в возрасте 53 лет.